# Rosamund Pike
Rosamund Mary Ellen Pike, född 1979 (enligt egen utsago på sitt Instagramkonto) i London, är en brittisk skådespelare. Hon är känd för sin roll som bondbruden och skurken Miranda Frost i Die Another Day (2002) och som Jane Bennet i Stolthet & fördom (2005).

## Biografi
Rosamund Pike föddes som enda barnet till operasångarna Caroline (Friend) Pike och Julian Pike. Hon gick först på Badminton School i Bristol innan hon började studera engelsk litteratur på Wadham College i Oxford. Där blev hon vän med Chelsea Clinton, och undervisades av både den Whitebread prize-vinnande poeten Bernard O'Donoghue och den post-koloniale teoretikern Robert J.C. Young. Hon var en duktig elev och fick en "First Class" i sitt betyg. Efter att ha tagit ledigt ett år för att ägna sig åt sin filmkarriär återvände för att fullfölja sina studier 2001 och uppnådde en "Upper Second". I övrigt är hon en skicklig cellist. 

### Teater
Rosamund Pike fick scenvana i skolproduktioner, till exempel David Hares Skylight, Arthur Millers All My Sons och åtskilliga pjäser av Shakespeare. Medan hon medverkade i en uppsättning av Romeo och Julia, sågs hon av en agent som hjälpte henne att slå sig in i den professionella skådespelarvärlden.
På scen har hon bland annat i Londons West End spelat i Hitchcock Blonde av Terry Johnson, i Tennessee Williams Summer and Smoke, titelrollen i Ibsens Hedda Gabler (2010) samt i en produktion av Gaslight på Old Vic och huvudrollen i Madame De Sade på Donmar Warehouse 2009.

### Film och TV
Pike inledde sin filmkarriär i några brittiska tv-serier såsom A Rather English Marriage (1998), Fruar och döttrar (1999), och Love in a Cold Climate (2001), en miniserie baserad på Nancy Mitfords romaner. Hon hade också rollen som Sarah Beaumont i en episod av serien Foyle's War.
Pike blev känd för en större publik i Die Another Day (2002) som bondbruden och skurken Miranda Frost. Under filmens premiärdagar medverkade hon i dokumentärfilmen Bond Girls Are Forever och, strax efteråt, i BAFTA:s hyllning till James Bond-serien. Hon har medverkat i ett antal brittiska och amerikanska filmer. Hon spelade Elizabeth Malet i The Libertine (2005) med Johnny Depp, vilket gav henne priset för bästa kvinnliga biroll på "British Independent Film Awards". Samma år spelade hon även Rose i Promised Land, en film om Israel, forskaren Samantha Grimm i filmversionen av datorspelet Doom, samt Jane, storasystern till Elizabeth spelad av Keira Knightley i Stolthet och fördom.
I den amerikanska Bristande bevis (2007) spelar hon mot Anthony Hopkins. Hon har en roll i den filmversion av Anne Michaels' roman Fugitive Pieces, som hade premiär under 2007, samt gör rösten till en av huvudrollerna i filmen Jackboots on Whitehall. Hon delade huvudroller med Lena Olin i den experimentella thrillern Djävulen du känner, spelade mot Tom Cruise i actionfilmen Jack Reacher (2012) och i brittiska dramat Barneys många liv (2010).
För sin rollprestation som Amy Elliott-Dunne i David Finchers  psykologiska thriller Gone Girl (2014) där hon spelade mot Ben Affleck och Neil Patrick Harris nominerades hon till ett stort antal filmpriser som Golden Globe, BAFTA Award och Oscar för Bästa kvinnliga huvudroll.

### Privatliv
2007 förlovade hon sig med regissören Joe Wright, som hon tidigare arbetat med i Stolthet & fördom, och paret separerande 2008. Hon sammanlever sedan 2010 med matematikern Robie Uniacke och de har två barn tillsammans.

## Filmografi
- 1998 – A Rather English Marriage (TV-film)
- 1999 – Fruar och döttrar (miniserie)
- 2000 – Trial & Retribution IV (TV-film)
- 2001 – Love in a Cold Climate (miniserie)
- 2002 – Foyle's War (TV-serie; avsnittet "The German Woman")
- 2002 – Die Another Day
- 2004 – Promised Land
- 2004 – The Libertine
- 2005 – Stolthet & fördom
- 2005 – Doom
- 2007 – Bristande bevis
- 2007 – Fugitive Pieces
- 2009 – Freefall (TV-film)
- 2009 – An Education
- 2009 – Surrogates
- 2010 – Jackboots on Whitehall (röst)
- 2010 – Barneys många liv
- 2010 – Flickorna i Dagenham
- 2011 – Women in Love (miniserie)
- 2011 – Johnny English Reborn
- 2011 – Den stora jakten
- 2012 – Wrath of the Titans
- 2012 – Jack Reacher
- 2013 – The World's End
- 2013 – Djävulen du känner
- 2014 – A Long Way Down
- 2014 – What We Did on Our Holiday
- 2014 – Gone Girl
- 2014 – Hector and the Search for Happiness
- 2015 – Return to Sender
- 2016 – A United Kingdom
- 2019 – Tre sekunder
- 2019 – Marie Curie: Pionjär. Geni. Rebell.
- 2021 – I Care a Lot
- 2021–2023 – Sagan om Drakens återkomst (TV-serie) (pågående)
- 2025 – In the Grey
- 2025 – Now You See Me: Now You Don't

## Teaterroller i urval
- 2003 – Hitchcock Blonde
- 2006 – Summer and Smoke
- 2009 – Madame De Sade
- 2010 – Hedda Gabler